# Theristus longicaudatusviviparus
Theristus longicaudatusviviparus is een rondwormensoort uit de familie van de Xyalidae. De wetenschappelijke naam van de soort is voor het eerst geldig gepubliceerd in 1952 door Allgén.